# Thằn lằn chân ngón kingsadai
Thằn lằn chân ngón kingsadai (danh pháp hai phần: Cyrtodactylus kingsadai) là một loài thằn lằn chân ngón trong họ Tắc kè được phát hiện tại mũi Đại Lãnh, thành phố Tuy Hòa, tỉnh Phú Yên, Nam Trung Bộ Việt Nam và được công nhận loài mới trên tạp chí Zootaxa số 3686 phát hành tháng 7 năm 2013. Tên định danh loài được đặt theo tên của thạc sĩ Phouthone Kingsada thuộc Trường Đại học Quốc gia Lào, người vừa mất vì sốt xuất huyết năm 2012.

## Mô tả
Thằn lằn chân ngón kingsadai có chiều dài mõm-gốc đuôi SVL khoảng 94 mm, thân màu nâu nhạt với một vệt sẫm màu sau gáy và 4 vệt sẫm màu ngang thân, có một vảy gian mũi, 17-23 hàng u lồi quanh giữa thân, 39-46 hàng vảy bụng, gờ da hai bên sườn rõ.